# Moskee van de Goede Overeenkomst
De Moskee van Goede Overeenkomst (Spaans Mezquita del Buen Acuerdo) was de eerste moskee die na de Reconquista in Spanje werd gebouwd. De moskee is gelegen aan Calle Querol, in de Melilla La Nueva van de exclave Melilla, en maakt deel uit van het historische complex van de stad, dat is uitgeroepen tot cultureel erfgoed.

## Geschiedenis
De moskee werd tussen 1926 en 1927 gebouwd volgens een project van de architect José Larrucea Larrucea, op de overblijfselen van een ander project van de militair ingenieur José de la Gándara, en op een terrein dat in 1905 werd overgedragen aan het Ministerie van Religieuze Zaken van Marokko. De moskee werd in 1927 ingewijd.